# John Kwiatkowski
John Kwiatkowski Junior, zwany Korney i Blond beer baron of Buffalo (ur. 7 listopada 1904, zm. 16 grudnia 1964) – amerykański gangster polskiego pochodzenia, jeden z głównych przywódców przestępczości zorganizowanej w Buffalo w latach dwudziestych XX wieku.
Był synem polskich emigrantów przybyłych pod koniec XIX wieku z Cesarstwa Rosyjskiego do Stanów Zjednoczonych Ameryki. John Kwiatkowski podobnie jak jego ojciec Jan był piekarzem. Nie trudnił się jednak zbyt długo wyuczonym zawodem. Już jako młodzieniec kilkakrotnie miał zatargi z prawem. Był dwukrotnie aresztowany i przebywał w więzieniu za kradzieże samochodów. W okresie prohibicji zajął się nielegalnie browarnictwem, a następnie również destylacją alkoholu na skalę przemysłową. Szybko stał się osobą bogatą i wpływową. Posiadał kilka lokali w miastach stanu Nowy Jork, w których sprzedawał swoje wyroby. Miał znajomości wśród polityków. Z czasem stanął na czele polskiego gangu działającego w Buffalo, Cheektowaga i Depew, który od jego przezwiska nazywano Korney Gang. Grupa wywodziła się z Buffalo's East Side. Pod przywództwem Johna Kwiatkowskiego funkcjonowała w latach 1925-1929. Początkowo trudniła się przemytem towarów zakazanych z Kanady, prowadzeniem lokali i ich zaopatrzeniem w nielegalny alkohol, a później w miarę wzrostu znaczenia w świadku przestępczym także kradzieżami i rozbojem.
W 1929 roku Korney Gang został rozbity przez policję, a John Kwiatkowski został aresztowany pod zarzutem morderstwa i organizacji napadu rabunkowego na Fabrykę Feddersa. Uniknął kary śmierci jednak wiele lat spędził w więzieniu.
Po wyjściu na wolność zajął się uprawą roli i hodowlą zwierząt. Osiadł w Syracuse.  Był farmerem i właścicielem rancza.